# TRAPPIST-1b
TRAPPIST-1b és un planeta extrasolar que forma part d'un sistema planetari format per almenys set planetes. Orbita l'estrella nana ultrafreda denominada TRAPPIST-1 aproximadament a 40 anys llum a la constel·lació d'Aquari. Va ser descobert l'any 2016 pel telescopi TRAPPIST per mitjà de trànsit astronòmic.

## Habitabilitat
Durant la formació del sistema és possible que haja ocorregut una pèrdua d'aigua durant els períodes de prehabitabilitat. S'estima que TRAPPIST-1b i TRAPPIST-1c poden haver perdut fins a quatre oceans de la Terra possiblement comprometent la seva habitabilitat, tot i això TRAPPIST-1d pot haver estat capaç de mantenir bastant aigua líquida per sostenir la vida.

## Galeria

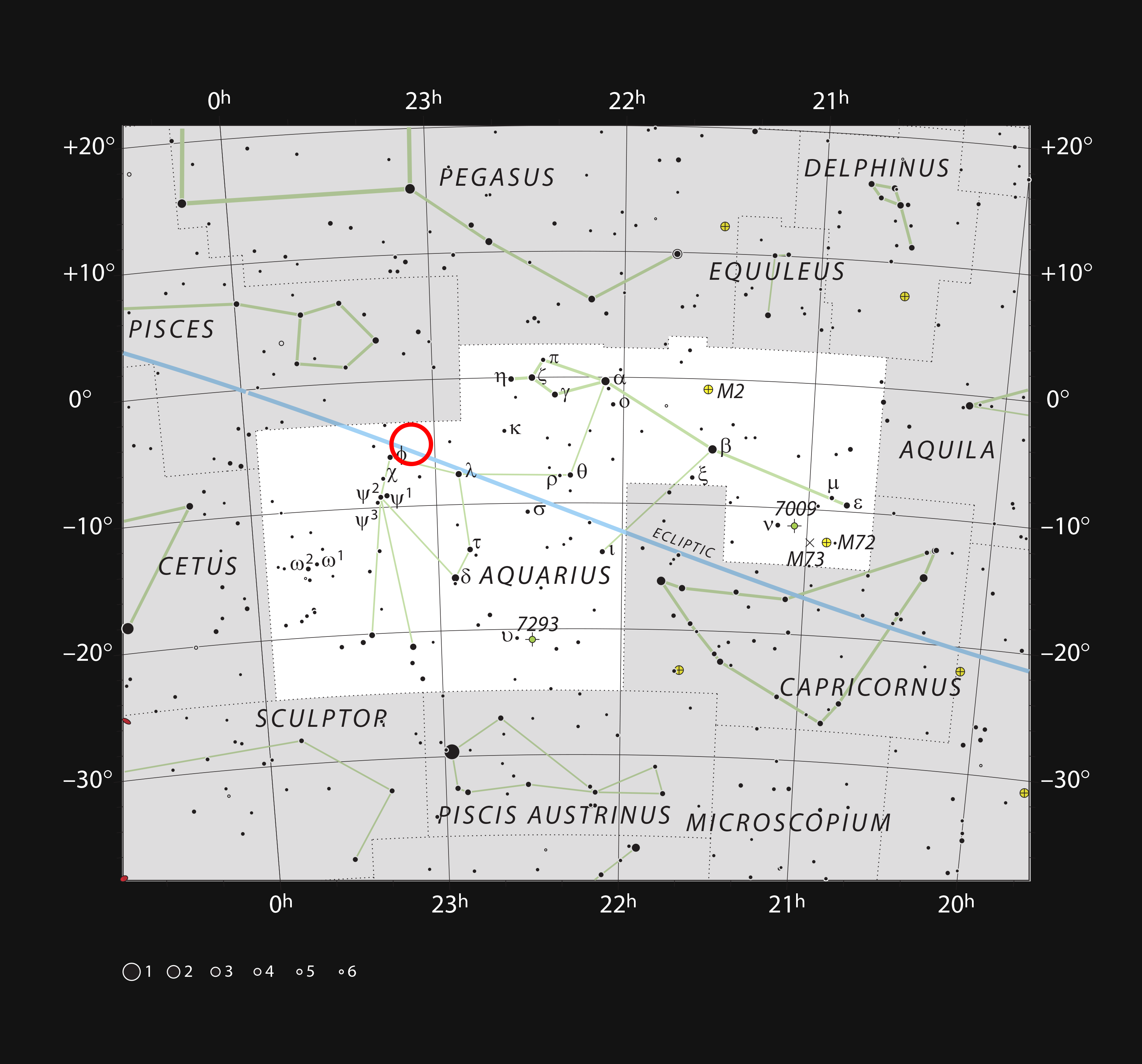
En aquest mapa es mostren les estrelles que podem veure a simple vista en una nit fosca i buidada en l'extensa constel·lació d'Aquari (L'aiguader). S'ha marcat la posició de l'estrella nana ultrafreda TRAPPIST-1, feble i molt vermella. Encara que està relativament a prop de el Sol és molt feble i no és visible amb telescopis petits.
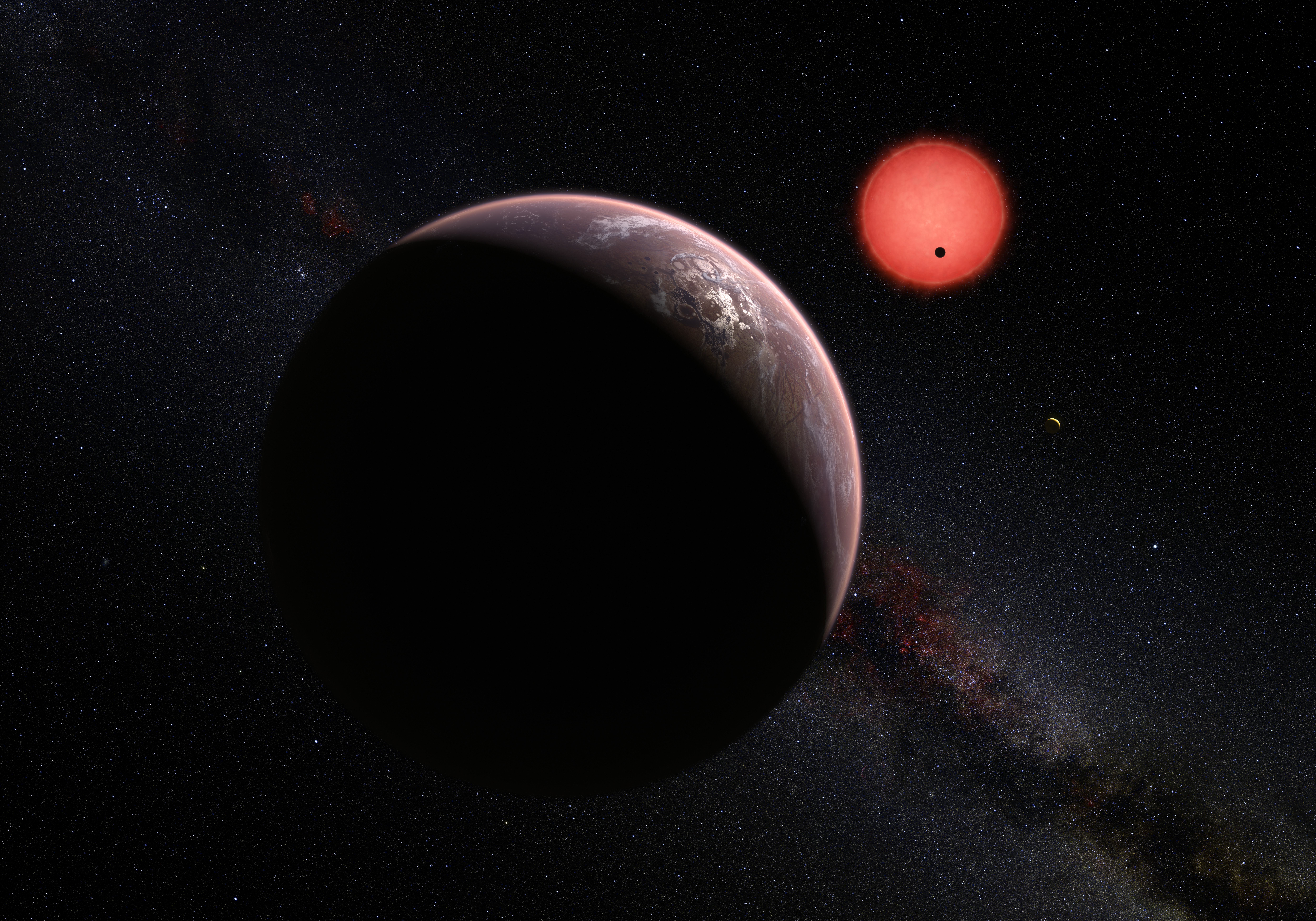
Aquesta il·lustració mostra una vista imaginària des de prop de un dels tres planetes que orbiten a una estrella nana ultrafreda a tan sols 40 anys llum de la Terra, descobert usant el telescopi TRAPPIST, instal·lat a l'Observatori de la Silla d'Observatori Europeu Austral (ESO). Aquests mons tenen mides i temperatures similars als de Venus i la Terra i són els millors objectius trobats fins ara per a la recerca de vida fora de el sistema solar. Són els primers planetes descoberts al voltant d'una estrella tan petita i feble. En aquesta il·lustració, un dels planetes interiors és vist en trànsit a través del disc de la seva petita i tènue estrella.
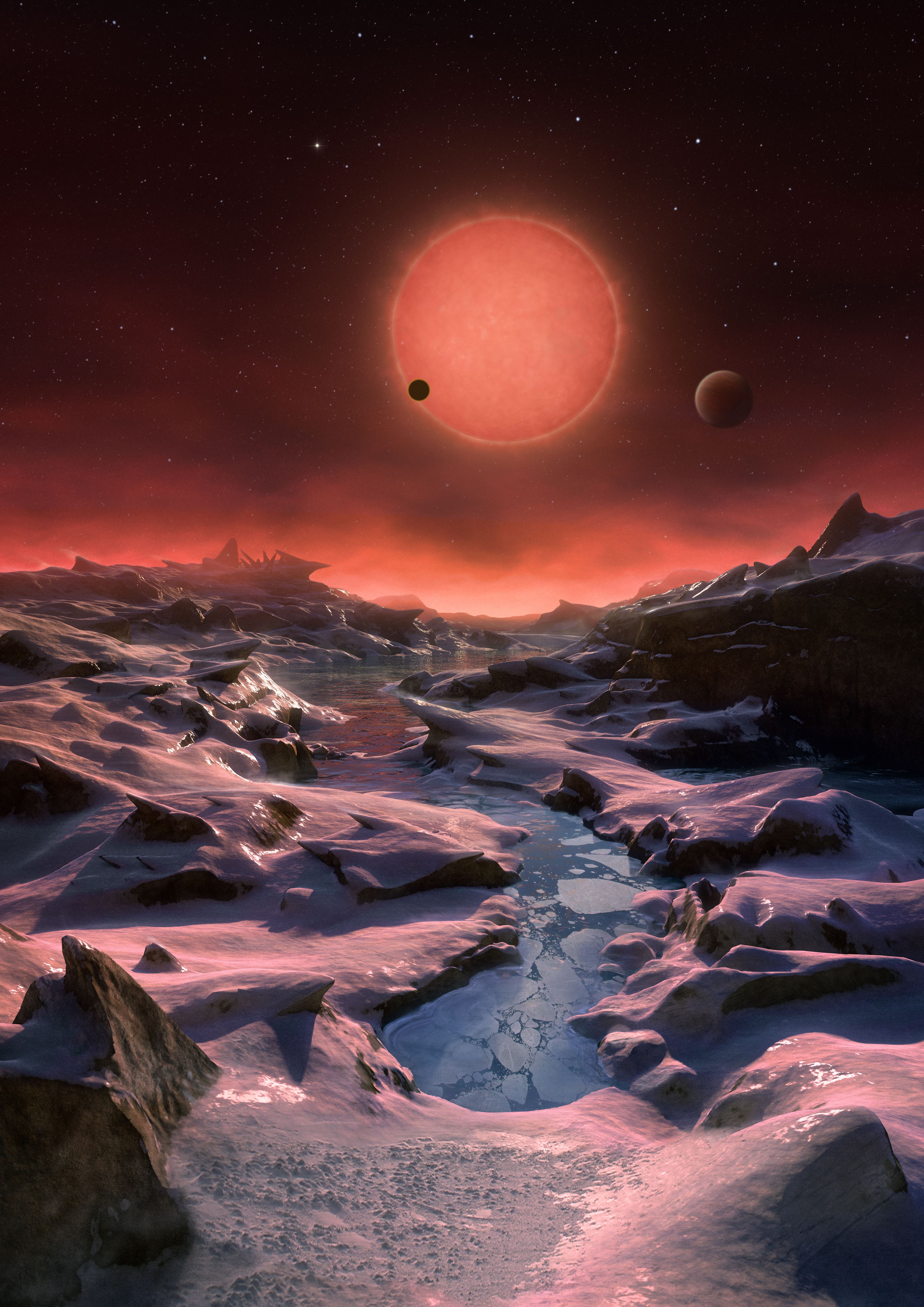

- Aquest vídeo mostra una vista imaginària des de prop de un dels tres planetes que orbiten a una estrella nana ultrafría a tan sols 40 anys llum de la Terra, descobert usant el telescopi trappist, instal·lat a l'Observatori La Silla d'ESO. Aquests mons tenen mides i temperatures similars als de Venus i la Terra i són els millors objectius trobats fins ara per a la recerca de vida fora de el sistema solar. Són els primers planetes descoberts al voltant d'una estrella tan petita i feble. En aquest vídeo, un dels planetes interiors és vist en trànsit a través del disc de la seva petita i tènue estrella. (Vídeo 4K Ultra HD.)